# Ridley Pearson
Ridley Pearson este un scriitor american de thriller.